# Соса, Фернандо Габриэль
Фернандо Габриэль Соса (*30 августа 1974 года в Кордова, Аргентина) — аргентинский комикс-художник, иллюстратор, сценарист и культурный менеджер. Активен в независимой сцене комиксов Аргентины и является соучредителем «Asociación de Historietistas Independientes» (AHI).

## Карьера
Соса учился с 1991 по 1992 год на факультете графического дизайна в Instituto Superior Mariano Moreno в Кордове. Позже с 1995 по 1997 год продолжил обучение в Figueroa Alcorta School of Fine Arts, углубляясь в 2D-анимацию и цифровую обработку в Center of Computer Sciences, а с 1999 по 2003 год окончил обучение в кино- и телешколе Национального университета Кордовы.
В 1992 году Соса опубликовал свои первые комиксы в журнале «La Cañada», а с 1999 года стал редактором подпольного журнала El Mostro Comics. Он является соучредителем организации «Asociación de Historietistas Independientes» (AHI), которая поддерживает независимых комикс-художников в Аргентине. В настоящее время работает карикатуристом и соредактором журналов, в том числе для политической газеты Diario Alfil. Кроме того, создал иллюстрации для других национальных газет, включая карикатуры и рисунки для детского раздела бесплатной газеты El Diario de Bolsillo, для педагогического детского журнала Listos Para Jugar, для переизданий классического комикса Dante Quinternos Patoruzú, а также для Néstor, Momentos de un Argentino о жизни бывшего президента Нестора Киршнера. Работы Соса демонстрировались на многочисленных выставках в Аргентине и за рубежом.
В 2014 году Соса стал членом Национального общества карикатуристов (National Cartoonists Society). Также он работает консультантом и координатором культурных проектов для администрации города Кордовы и является культурным секретарем на книжной ярмарке Comicazo, где карикатуристы представляют свои новые работы.

## Международная деятельность
Соса участвовал в нескольких культурных проектах в Латинской Америке и Европе, сотрудничал со студиями и небольшими издательствами в Нидерландах, Германии и Бразилии. Его работы демонстрировались на выставках и публиковались в специализированных изданиях. Кроме того, в 2013 и 2015 годах он представлял Аргентину на международном конкурсе карикатур в Румыния.

## Кинематограф
Параллельно с графической деятельностью Соса создавал несколько анимационных фильмов, включая короткометражки 47 el muerto (2000), Aerolito (2010), и музыкальное видео Messi Ace of Football (2022). Кроме того, он активно участвовал в продвижении закона о поддержке национальной анимации, инициированного депутатом Викторией Донда (Партия Movimiento Libres del Sur).